# Grande Ballroom
El Grande Ballroom es un edificio de dos pisos ubicado en 8952 Grand River Avenue en el vecindario Petosky-Otsego de Detroit, la ciudad más poblada del estado de Míchigan (Estados Unidos). El edificio fue diseñado por el ingeniero y arquitecto Charles N. Agree en 1928 y originalmente sirvió como un edificio de usos múltiples, con tiendas en el primer piso y un gran salón de baile arriba. A finales de los años 1960 y principios de los años 1970 sirvió como escenario de música en vivo. En diciembre de 2018 fue incluido en el Registro Nacional de Lugares Históricos.

## Historia
Fue diseñado por el arquitecto detroitino Charles N. Agree para los empresarios Edward J. Strata y Edward J. Davis. La pista de baile era una de las más grandes de la ciudad.
El lugar se encontraba en un enclave predominantemente judío en las décadas de 1930 y 1940. El sitio fue popular entre la comunidad judía y frecuentado por The Purple Gang. En los años 1950 se convirtió en un club de baile sin alcohol, pero tuvo problemas y cerró. Durante un tiempo se usó como una instalación de almacenamiento.

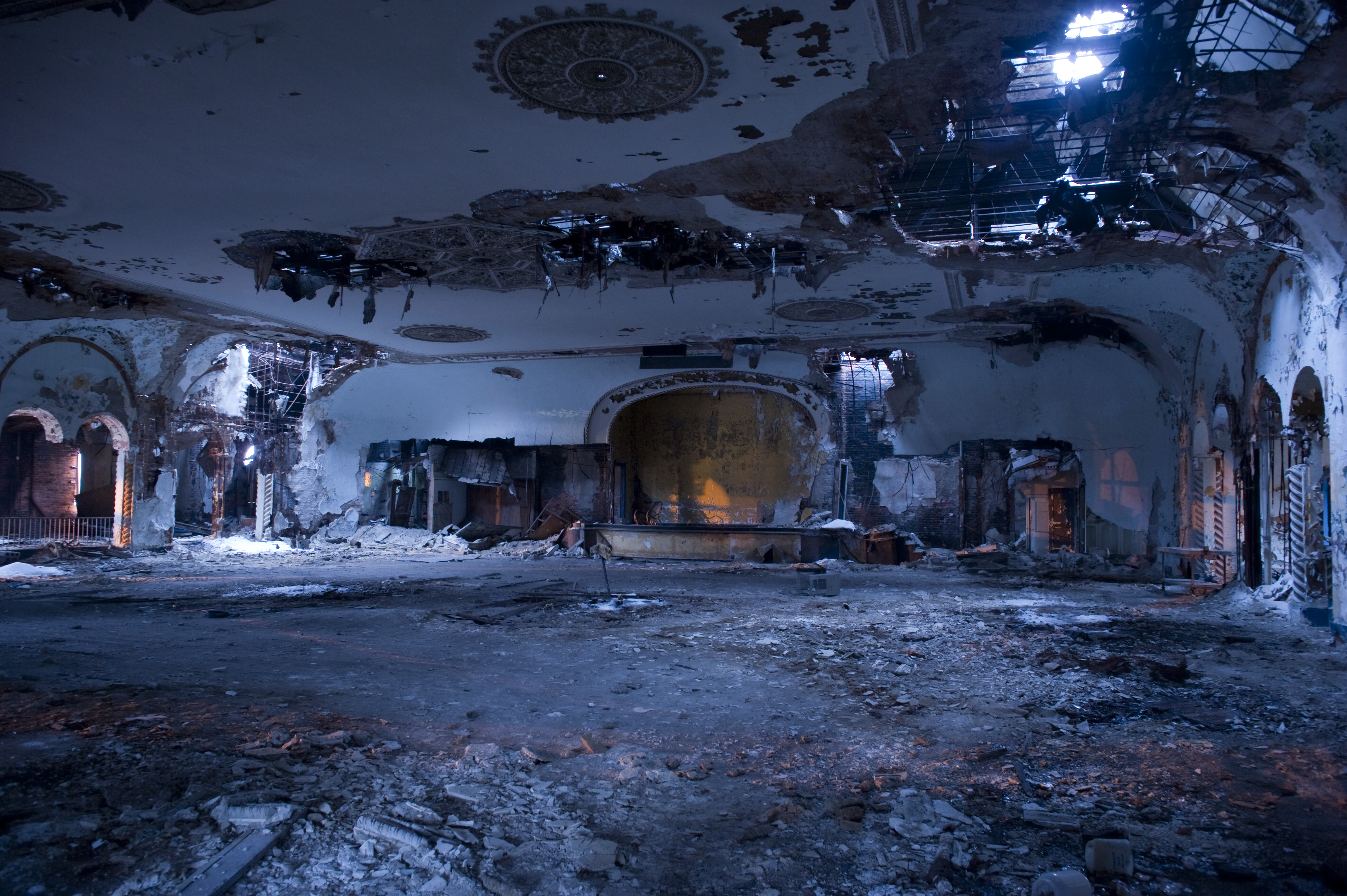
El salón de baile, ubicado en el segundo piso.

Desde 1966, bajo la dirección de Russ Gibb, fue el escenario de grnades nombres del rock y del blues, entre ellos Led Zeppelin, Janis Joplin, Pink Floyd, Grateful Dead, Howlin 'Wolf, John Lee Hooker, Jeff Beck, Procol Harum, Cream y The Who. MC5, The Thyme y The Stooges sirvieron como bandas de la casa, asegurando presentaciones semanales. El Grande también contó con el jazz de vanguardia de John Coltrane y Sun Ra.
Las actuaciones de este período fueron publicitadas con frecuencia por los distintivos folletos psicodélicos de Gary Grimshaw y Carl Lundgren. La experiencia contracultural del rock and roll de Grande fue ampliamente documentada por la fotógrafa de Detroit Leni Sinclair. Fue durante este período que el Ballroom se hizo conocido como el "centro capitalista hippie de Detroit".
Desde que cerró como un lugar de rock en 1972, el edificio rara vez se ha utilizado y ha caído en un estado de deterioro. A partir de 2014, el club histórico permanece inactivo y abierto a remodelación.
Louder Than Love: The Grande Ballroom Story, un documental de 2012 sobre el lugar y su influencia en la música rock, recibió un Emmy de la Academia Nacional de Artes y Ciencias de la Televisión de Míchigan en 2016. La película fue producida y dirigida por Tony D'Annunzio.

## Descripción
El Grande Ballroom es un edificio comercial cuadrado de dos pisos de ladrillo amarillo ante, con elementos arquitectónicos de arquitectura neocolonial española y neomediterránea. El primer piso tenía espacios comerciales y en el segundo había un gran salón de baile con capacidad para 1500 personas. El exterior tiene aberturas de ventanas de arco de medio punto con frisos de piedra caliza en el segundo piso, y techos bajos de tejas en la parte superior. 
El primer piso originalmente tenía seis escaparates, cada uno con grandes ventanales de vidrio y travesaños de vidrio prismático en la parte superior. Durante los años fueron alterados profundamente y en la actualidad están tapiados y quedan pocos vestigios de su diseño original. Cada una de las tres esquinas del salón de baile que dan a la calle tiene una torre ligeramente saliente con una tapa octogonal, una urna decorativa y un diseño de estrella en el centro de cada cara, así como un techo bajo de tejas a cuatro aguas en la parte superior. Todos esos elementos se encuentran en estado de abandono y tanto el interior como el exterior del edificio están severamente deteriorados.